# Leigh Bardugo
Leigh Bardugo (n. 6 aprilie 1975, Ierusalim, Israel) este o scriitoare de origine americană-israeliană, cunoscută pentru cărțile universului Grisha (Grishaverse), din care fac parte cele două volume din „Banda celor șase ciori” și trilogia „Grisha”, debutată cu „Regatul umbrelor”, cea mai recentă creație fiind seria „Regele cicatricilor”, precum și volumul „A noua casă”.

## Biografie
Bardugo s-a născut în Ierusalim, Israel, și a crescut în Los Angeles, California, Statele Unite ale Americii, unde a fost crescută de bunicii săi. A absolvit Universitatea Yale cu o diplomă limba și literatura engleză în anul 1997 și a fost membra societății secrete „Wolf's Head”. Înainte de a-și publica volumele a lucrat în jurnalism și redacție, precum și în make-up și efecte speciale.

## Carieră
Bardugo a debutat cu nuvela „Regatul umbrelor”, prima din trilogia „Grisha”, care a fost publicată în 2012 de editura Macmillian. Volumul „Regatul umbrelor” a fost nominalizat pentru premiul Romantic Times Book Award, precum și pentru premiul South Carolina Children's Book Award. De asemenea, s-a poziționat pe locul 8 în lista The New York Times Best Seller. Celelalte cărți ale trilogiei, „Regatul furtunilor” și respectiv, „Regatul luminilor”, au fost publicate în 2013, respectiv, 2014.
Duologia „Banda celor șase ciori” (Banda celor șase ciori și Răzbunarea ciorilor) a fost publicată în 2015, al doilea volum fiind publicat în anul 2016. Această serie face parte din universul Grisha, precum trilogia cu același nume (referit colectiv drept Grishaverse). Ambele serii sunt publicate în România de editura Trei. Cartea „Limbajul spinilor” (original The Language of Thorns), este o colecție de povești și basme despre universul Grisha, publicat de editura Macmillian în 2017.
În 2019 a publicat primul volum de ficțiune pentru adulți, „A noua casă”, premiată cu Goodreads Choice Award în anul 2019 la categoria cea mai bună nuvelă de ficțiune.
Cărțile sale au fost traduse în peste 22 de limbi și publicate în peste 50 de țări.

## Adaptări
În luna septembrie 2012 a fost anunțat că compania DreamWorks a cumpărat drepturile asupra volumelor în a regiza „Shadow and Bone”, alături de producătorii David Heyman și Jeffrey Clifford. Proiectul nu s-a realizat din cauza schimbărilor de conducere.
În ianuarie 2019 compania Netflix a comandat un serial de opt episoade bazat pe seriile „Regatul umbrelor” și „Banda celor șase ciori”.
Pe 10 octombrie 2019 s-a anunțat cumpărarea drepturilor asupra volumului „A noua casă” pentru adaptarea și ecranizarea sa.

## Viața personală
În secția de note a volumului „Banda celor șase ciori”, Bardugo recunoaște că suferă de osteonecroză și că deseori are nevoie să folosească de un baston pentru a merge, acest fapt a fost inspirația pentru unul dintre protagoniștii seriei „Banda celor șase ciori”, șeful bandei, Kaz Brekker, care folosește un baston.
Bardugo este, de asemenea, și cântăreața trupei Captain Automatic.

## Opere publicate

### Universul Grisha
Trilogia Grisha
- Regatul umbrelor (2012)
- Regatul furtunilor (2013)
- Regatul luminilor (2014)

Seria Banda celor șase ciori
- Banda celor șase ciori (2015)
- Răzbunarea ciorilor (2016)

Seria Regele cicatricilor
- Regele cicatricilor (2019)
- Domnia lupilor (2021)

Seria Alex Stern
- A noua casă (2019)